# Cylindropuntia densiaculeata
Cylindropuntia densiaculeata es una especie de planta suculenta perteneciente al género Cylindropuntia, dentro de la familia Cactaceae. Es endémica de México. 

## Descripción
Cylindropuntia densiaculeata es una especie de cactus que crece como un arbusto o árbol pequeño muy ramificado. Los tallos son erectos, articulados y están formados por segmentos que se desprenden con facilidad. Tienen forma cilíndrica, presentan tubérculos y son densamente espinosos.
Sobre los tallos se asientan areolas con gloquidios y espinas cubiertas por una vaina epidérmica que parece de papel. 
Las flores surgen en primavera y verano cerca del ápice de los tallos y son autoestériles. Se abren durante el día (diurnas) y son polinizadas por abejas. Los frutos son esféricos y contienen en su interior semillas aplanadas.

## Distribución y hábitat
El área de distribución nativa de esta especie es México y crece principalmente en biomas desérticos o de matorrales secos.

## Taxonomía
Cylindropuntia densiaculeata fue descrita por el botánico alemán Curt Backeberg y publicada por primera vez en el libro Descriptiones Cactacearum Novarum 1: 6 en el año 1956.
Etimología
- Cylindropuntia: nombre genérico formado por dos palabras: el sustantivo griego kýlindros (que significa 'cilindro') y el género Opuntia, (con el que el género tiene similitudes), haciendo referencia a la forma cilíndrica de los tallos de las plantas.
- densiaculeata: epíteto específico que deriva de las palabras latinas densus (que significa 'denso') y ăcūlĕātus (que significa 'con espinas'), haciendo referencia a los tallos de la especie densamente espinosos.[4]

## Usos
Se cultiva raramente como planta ornamental y su propagación se realiza principalmente a través de esquejes.